# Осталгия
Осталгия (на немски: Ostalgie) е немско название за носталгията по живота в Източна Германия. Осталгия е съчетание от немските думи за „Изток“ (Ost) и „Носталгия“ (Nostalgie).
След обединението на Германия всички източоногермански продукти изчезват от пазара и са заменени от западни продукти. След време много граждани на бившата ГДР започват да изпитват носталгия по ежедневието и културата, съществували в предишния строй.
Днес в Германия има няколко компании, занимаващи се с производството на типични за бившата Източна Германия продукти. Продават се DVD-носители и видеокасети с телевизионни новини и държавни телевизии, произвеждат се в малки количества Трабанти и Вартбурги и различни видове хранителни стоки от времето на социализма.